# Alfons III. (Asturien)
Alfons III. der Große (* 848; † 20. Dezember 910 in Zamora) war von 866 bis zu seiner Absetzung im Sommer 910 König von Asturien. Er folgte seinem Vater Ordoño I. auf den Thron.

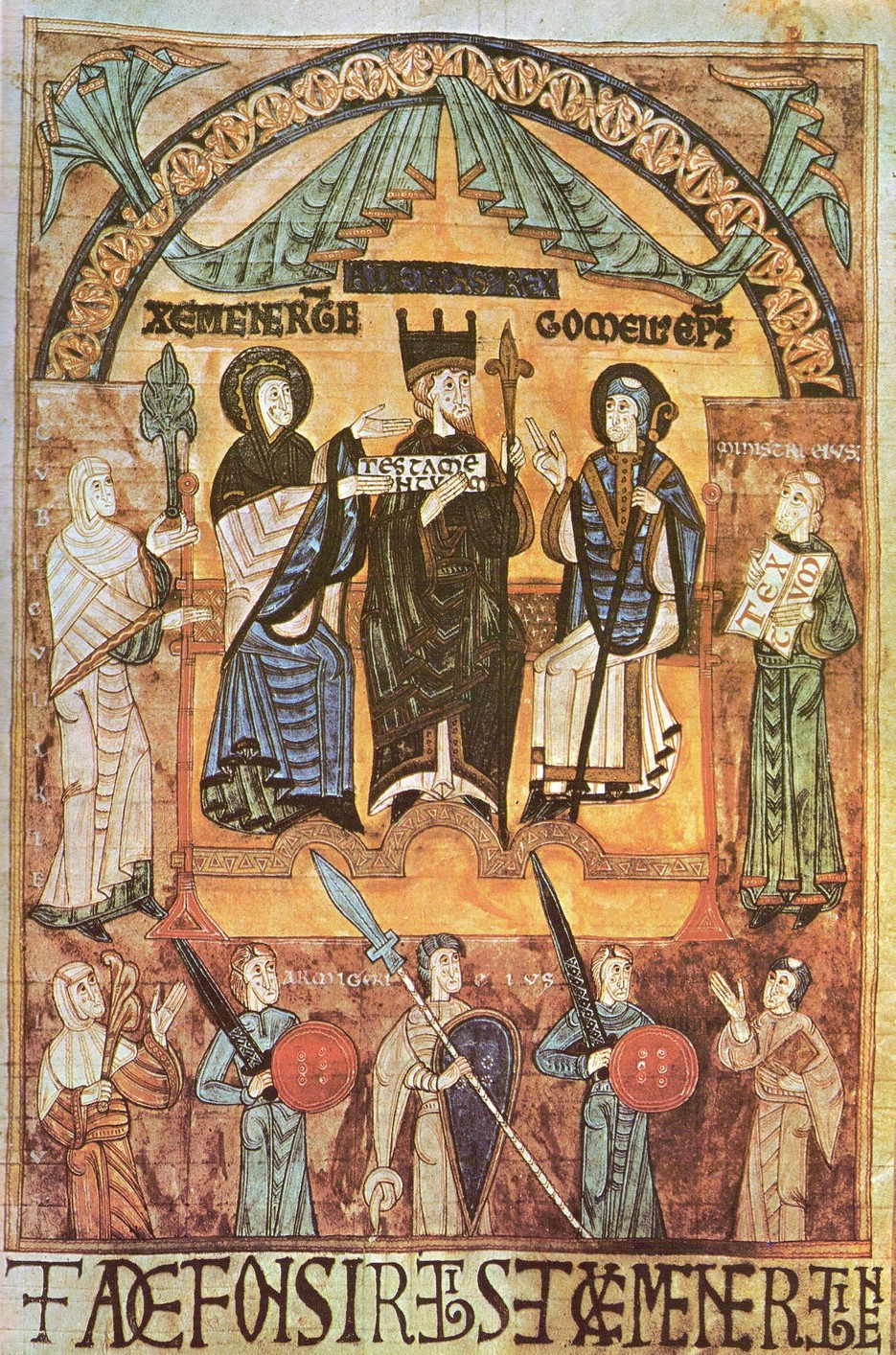
Alfons III. von Asturien dargestellt im Liber Testamentorum des Bischofs Pelayo von Oviedo aus dem frühen 12. Jahrhundert. Ihm zur Seite sitzen seine Frau Jimena (links) und Bischof Gombelo II. von Oviedo (rechts).

## Regierung
Als Achtzehnjähriger trat Alfons die Nachfolge seines Vaters an. Zu dem Reich, das er erbte, gehörte neben Asturien auch Galicien und die Gegend um die Stadt León. Ordoño I. hatte León in Besitz genommen und die Wiederbesiedlung der Stadt eingeleitet, Alfons machte aus León seine bevorzugte Residenz. Damit verlegte er faktisch die Hauptstadt des asturischen Reichs von Oviedo nach León und stellte so die Weichen für die Entstehung des Königreichs León. Er unterwarf das unter dem Grafen Sancho von Bigorre (873) und dessen Sohn Garcias (885) abgefallene Navarra. Gegen das Emirat von Córdoba kämpfte er mit wechselndem Erfolg, wobei er davon profitierte, dass die Muslime durch Bürgerkriege geschwächt waren. Seine Truppen drangen nach Altkastilien vor und waren auch in Portugal auf dem Vormarsch, wo sie Coimbra besetzten. Das Reich dehnte sich stark aus.
Eine wichtige Rolle spielte Alfons bei der Wiederbesiedlung (Repoblación) der entvölkerten Grenzregionen („Verwüstungsgürtel“), aus denen die Muslime vertrieben worden waren. Er trieb die Neubesiedlung energisch voran.
Wohl um 869 heiratete Alfons Jimena, die aus dem navarresischen Königshaus stammte. Möglicherweise war sie eine Tochter des Königs García Íñiguez. Mit ihr hatte er die Söhne García, Ordoño und Fruela. García, der älteste, unternahm in der Endphase von Alfons’ Regierung eine Rebellion. Als der Aufstand unterdrückt und García eingekerkert war, verbanden sich die jüngeren Söhne mit der Königin zu einer Verschwörung. Sie zwangen Alfons, García freizulassen, entthronten den König und teilten das Reich untereinander auf. Alfons ging nach seiner Absetzung im Sommer 910 in die Verbannung und starb bald darauf.

## Chronik
Alfons III. hat eine Chronik, die nach ihm benannte Crónica de Alfonso III, entweder selbst verfasst (was wahrscheinlich ist) oder ihre Abfassung zumindest in Auftrag gegeben und überwacht. Diese Chronik schildert die Geschichte des Westgotenreichs ab 672 und die des asturischen Reichs bis zu Alfons’ Regierungsantritt und hat die spätere Geschichtsschreibung geprägt. Es ist eine tendenziöse Quelle, die Geschichtsfälschungen enthält und der Propaganda des Herrschers diente. Alfons stellt das asturische Reich als Fortsetzung des untergegangenen Westgotenreichs dar (Neogotizismus). Ursache der Niederlage der Westgoten gegen die Muslime waren nach seiner Darstellung sexuelle Ausschweifungen der letzten Westgotenkönige Witiza und Roderich, die den Zorn Gottes herausforderten. Der von Alfons propagierte Neogotismus diente der Herrschaftslegitimation und wurde zu einer wichtigen ideologischen Triebfeder der Reconquista.

## Textausgaben der Chronik Alfons’ III.
- Jan Prelog (Hrsg.): Die Chronik Alfons’ III. Peter Lang, Frankfurt a. M. 1980, ISBN 3-8204-6688-6 (lateinischer Text mit deutschem Kommentar)
- Yves Bonnaz (Hrsg.): Chroniques asturiennes. Éditions du CNRS, Paris 1987, ISBN 2-222-03516-3 (lateinischer Text mit französischer Übersetzung und ausführlichem Kommentar)
- Juan Gil Fernández (Hrsg.): Crónicas asturianas. Oviedo 1985, ISBN 84-600-4405-X (lateinischer Text und spanische Übersetzung)
- Juan Gil (Hrsg.): Chronica Hispana saeculi VIII et IX (= Corpus Christianorum. Continuatio Mediaevalis, Bd. 65). Brepols, Turnhout 2018, ISBN 978-2-503-57481-3, S. 383–433 (kritische Edition)